# 黃珊
黃珊（英語：Toni Wong Shan，1980年1月19日—），香港新聞工作者，曾為無綫新聞的專題節目監製、專題記者、主持及新聞部皇牌主播之一。

## 簡歷
黃珊畢業於保良局羅傑承（一九八三）中學，2001年畢業於香港浸會大學傳理學院傳播系，主修公關及廣告。她曾任職港龍航空（國泰港龍航空前身）空中服務員（2003年3月至2004年10月），後獲香港有線電視聘用，並與譚結琳（已轉投香港警務處）、曾美華（曾繼續效力有線新聞）一起接受新聞主播訓練，實習期間被調派往有線新聞不同時段擔任主播工作。她於有線電視任職不足3個月便加入亞視新聞，在24小時亞視新聞台及簡稱「aTV2」的亞洲電視新聞財經頻道（後改稱亞洲高清台，簡稱「ATV12」）擔任主播至2010年9月14日，期間更負責為24小時亞視新聞台主持停播前最後一節新聞。
黃珊曾夥拍胡燕泳、黃雅宇及陳興昌主持的新節目《主播天下》（2008年3月3日啟播，2010年9月14日退出），亦已於同月月尾離職，並在同年10月1日轉職至華納音樂，擔任首席助理機構傳訊總經理，但於同月月中再轉職到耀才證券擔任公關經理。2008年10月1日至2008年10月2日，她曾擔任亞洲電視本港台晚間新聞的主播，也主持過亞洲電視本港台的節目《不老傳說》，以及本港台、亞洲高清台節目《新聞830》。
2011年3月28日至2015年10月8日，黃珊加入鳳凰衛視香港台，惟只工作了4年便因受鳳凰衛視裁員問題影響而轉投無綫新聞。2016年1月2日，她首度主持《午間新聞》，同年2月起正式調往互動新聞台擔任首席主播及主持J5節目《智富之道》，同年4月20日曾離職，並任職東方報業集團。直到2017年6月14日，她再重返無綫新聞報道「格倫費爾塔火災」，同年8月15日主持節目《升學無彊界》。
翌年3月7日，黃珊再度主持《午間新聞*》，同年7月2日首次主持《六點半新聞報道》；8月18日則首次擔任《晚間新聞》主播，暫代原主播李卓謙。其後，她接替原來主持藍可盈，與潘蔚林一起主持《2018香港大事回顧》，翌年則獨立主持《2019國際大事回顧》。另外，她曾經接受香港電台電視部節目《傳媒春秋》及亞洲電視節目《電視風雲50年》訪問，分享新聞從業經歷；2018年接替離職的高級主播藍可盈與潘蔚林擔任星期一至五六點半新聞報道主播，同年起不再兼任午間新聞主播。
2020年9月28日，黃珊在社交媒體展示「thank you」字眼的蛋糕，被網民誤以為離開無綫新聞，其後她澄清只是轉換工作崗位；同年12月30日及12月31日再次主持《2020香港大事回顧》，夥拍潘蔚林接替原屬主持人的李卓謙及黃曉瑩。
2022年1月1日，再次主持《2021香港大事回顧》，拍檔再次為潘蔚林，同年6月起正式重返無綫新聞台擔任首席主播。
2022年12月31日，主持《2022香港大事回顧》，拍檔再次為潘蔚林。
2025年1月28日正式離開無綫電視新聞部，現時去向不明，據釋是從事公關工作。

## 外部連結
- 黃珊的新浪微博
- Toni Wong (黃珊）的Facebook專頁
- 黃珊的Instagram帳戶
- Toni Wong - Linkedin